# Temple protestant (La Rochelle)

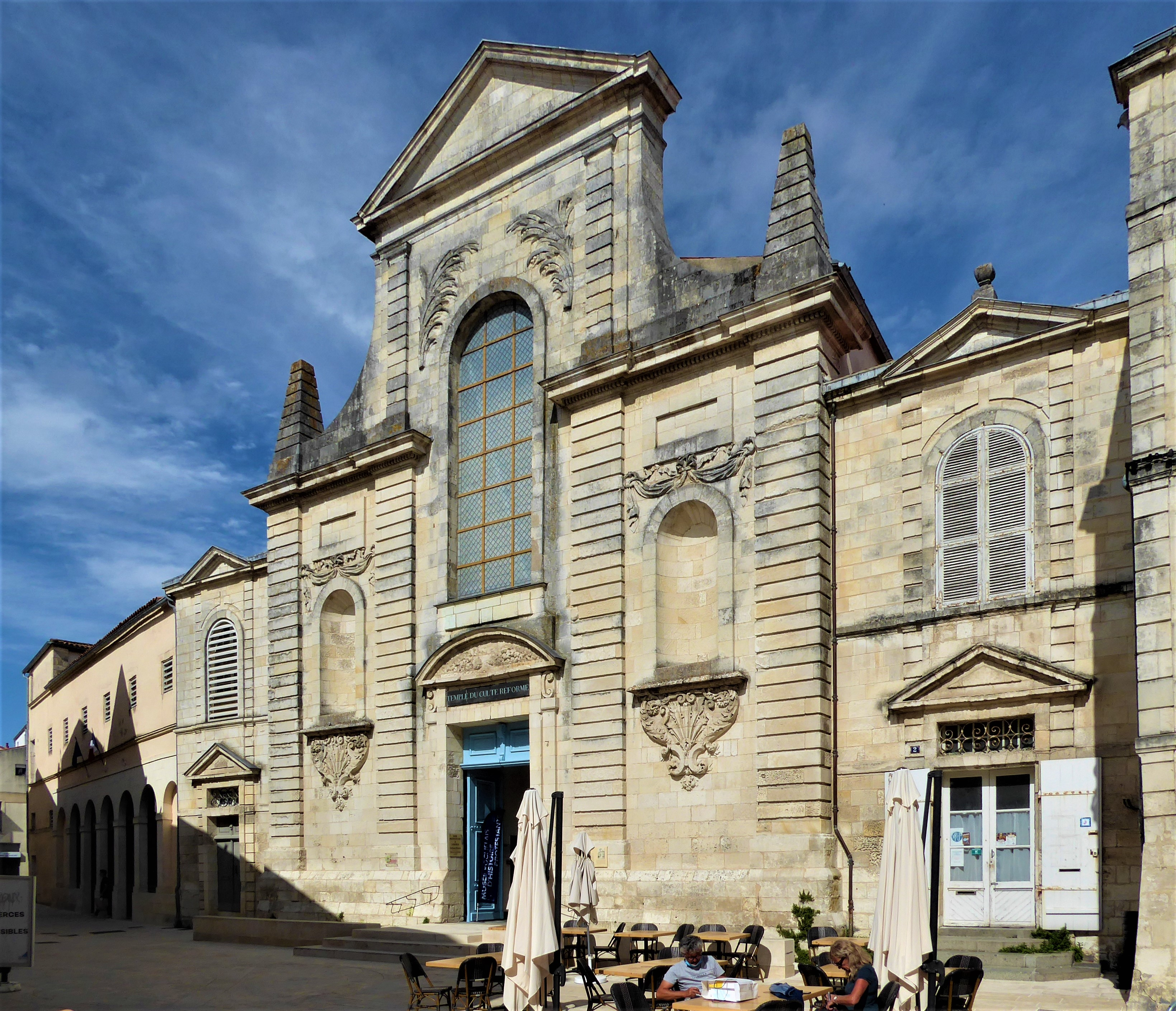
La Rochelle, Temple protestant

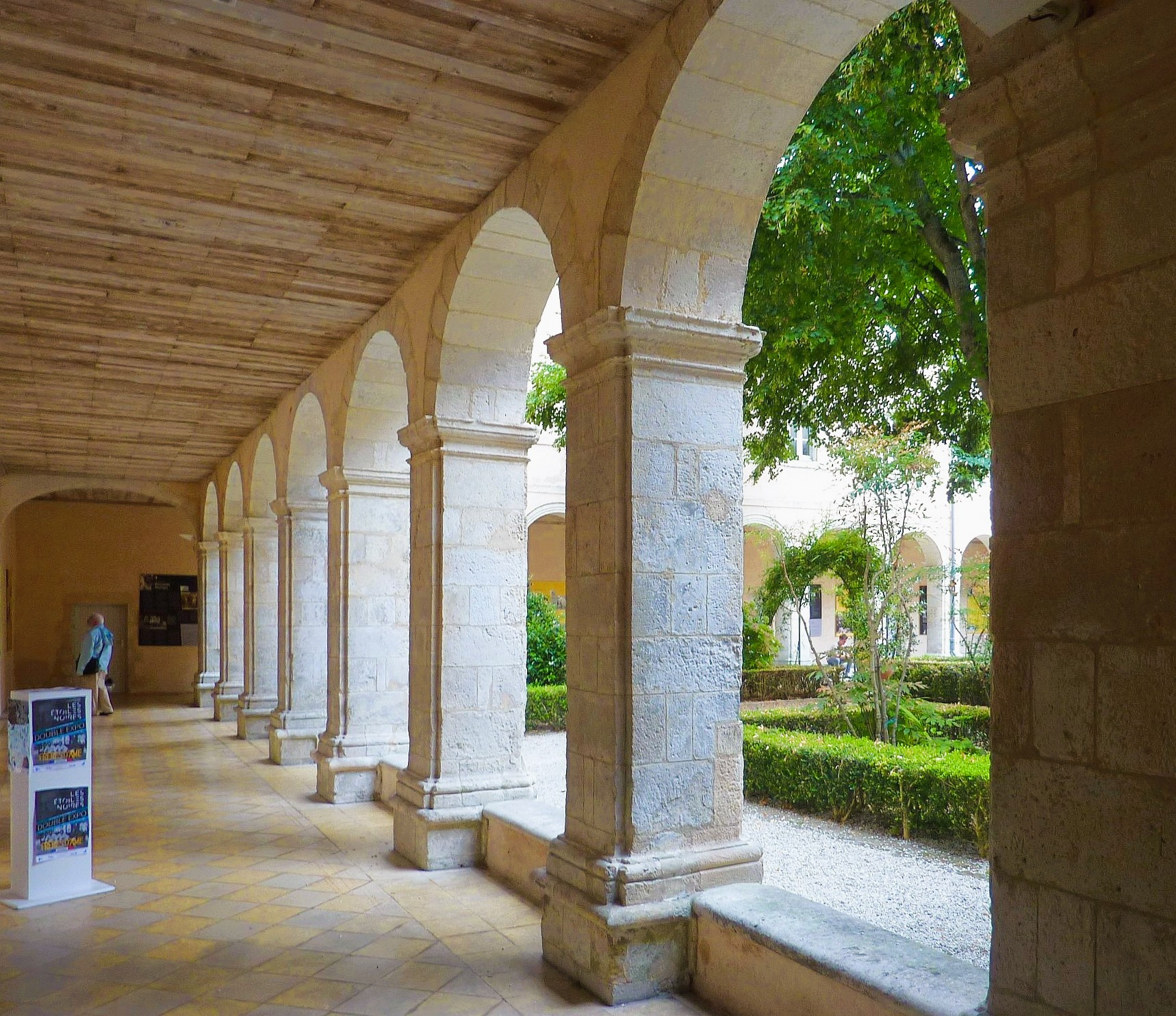
Blick in den Kreuzgang

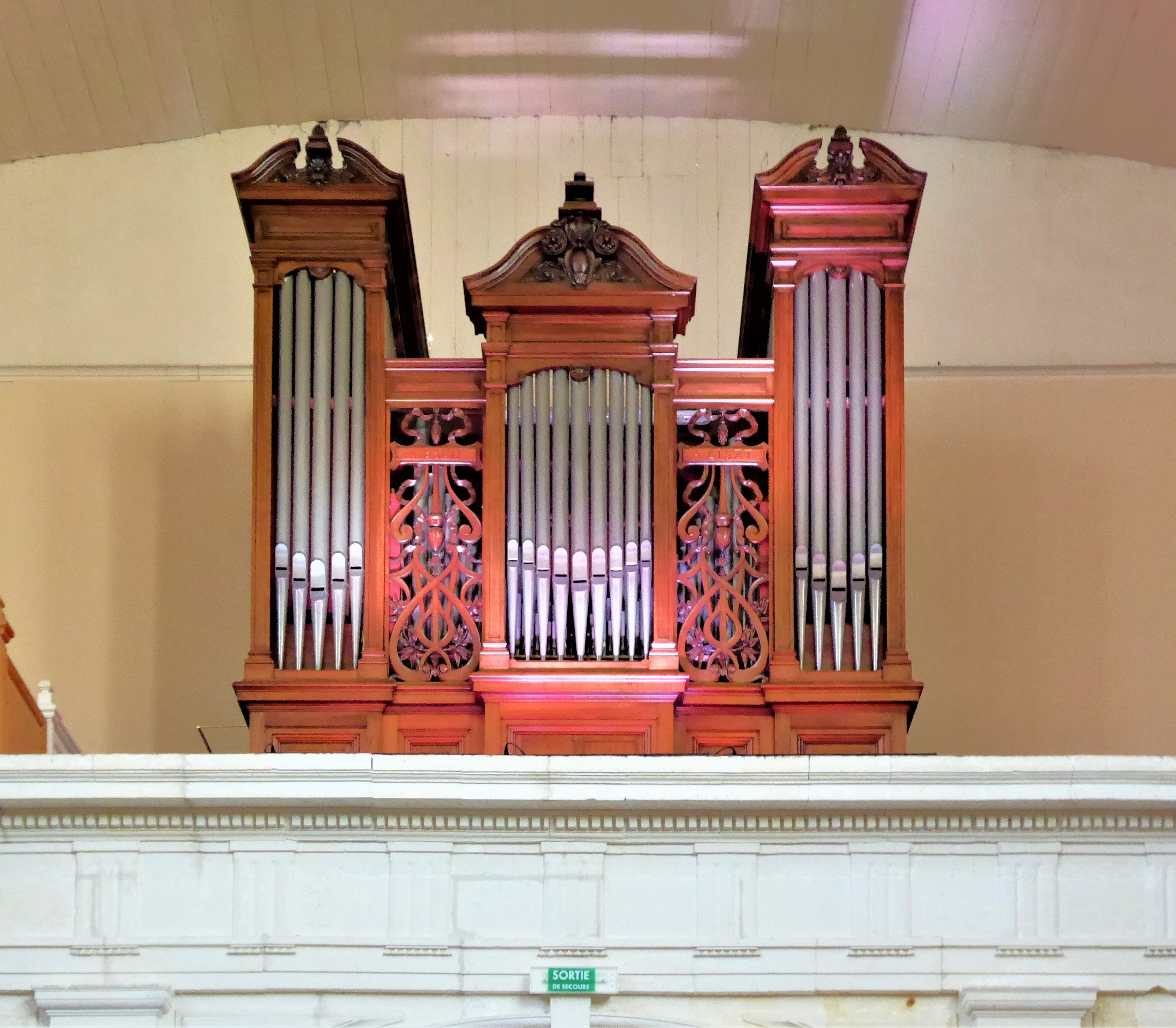
Die Orgel

Der Temple protestant (deutsch: Evangelische Kirche) ist ein Kirchengebäude der Vereinigten Protestantischen Kirche Frankreichs in  La Rochelle im  Département Charente-Maritime (Region Nouvelle-Aquitaine). Das Gotteshaus war ursprünglich Klosterkirche der Franziskaner. Die Fassade der Kirche und der nördlich unmittelbar anschließende Kreuzgang sind seit 1924 Monument historique.

## Geschichte
Nach der Durchsetzung der Gegenreformation siedelten sich die Franziskaner 1629 in La Rochelle zur Unterstützung der Wiederbelebung des katholischen Lebens in der Stadt an. Die von ihnen errichtete  Klosterkirche brannte 1705 nieder und wurde im darauffolgenden Jahr wiederaufgebaut. Nach der Revolution wurde die Kirche 1798 den Reformierten übergeben, die die Fassade beibehielten, den Gottesdienstraum aber zur calvinistischen Predigtkirche herrichteten. Im 19. Jahrhundert siedelte sich das Kloster der Dames Blanches im früheren Franziskanerkonvent an und errichtete eine eigene Kapelle unmittelbar an der südlichen Wand des Temple protestant.

## Orgel
Die Orgel geht auf eine Salonorgel von Joseph Merklin aus dem Jahr 1892 zurück. Sie wurde 1897 in die Kirche eingebaut und ersetzte eine Chororgel von Aristide Cavaillé-Coll. Georges Gloton erweiterte die Orgel 1928. Nach mehreren Überarbeitungen folgte 2015–2016 eine Restaurierung durch Yves Fossaert. Das Instrument mit mechanischer Spiel- und Registertraktur verfügt über 13 Register auf den beiden Manualwerken und über zwei Transmissionen im Pedal. Das Gehäuse ist aus Nussbaum gefertigt und hat im Untergehäuse profilierte Füllungen. Der fünfachsige Prospekt hat drei hochrechteckige Pfeifenflachfelder mit je zwei Pilastern und geschwungenen Aufbauten. Das etwas niedrigere Mittelfeld tritt risalitartig hervor und wird von zwei niedrigen Blindfeldern ohne Pfeifen flankiert. Sie sind mit Schnitzwerk verziert und tragen auf Kartuschen links den Namen S. BACH und recht F. LISZT. Die Disposition lautet wie folgt:
| I Grand-Orgue C–g3 |     |
| Bourdon            | 16′ |
| Montre             | 8′  |
| Bourdon            | 8′  |
| Flûte harmonique   | 8′  |
| Prestant           | 4′  |

| II Récit expressif C–g3 |    |
| Cor de Nuit             | 8′ |
| Salicional              | 8′ |
| Voix Céleste            | 8′ |
| Flûte octaviante        | 4′ |
| Octavin                 | 2′ |
| Plein Jeu II–V          |    |
| Trompette               | 8′ |
| Basson-Hautbois         | 8′ |

| Pedal C–f1        |     |
| Soubasse (aus GO) | 16′ |
| Flûte (aus GO)    | 8′  |

- Koppeln: II/I, II/I 16′, I/P, II/P
- Tremulant für das ganze Werk
- Spielhilfen: Zungen ab und an, Récit-Schweller (als Tritt)